# Esqui cross-country nos Jogos Paralímpicos de Inverno de 2014 - 5 km feminino
A prova de 5 km feminino do esqui cross-country nos Jogos Paralímpicos de Inverno de 2014 foi realizada no Centro de Esqui Cross-Country e Biatlo Laura, na Clareira Vermelha, em 16 de março de 2014.

## Medalhistas
|        | Atletas sentados      | Atletas em pé           | Deficientes visuais                            |
| ------ | --------------------- | ----------------------- | ---------------------------------------------- |
| Ouro   | GER Andrea Eskau      | RUS Anna Milenina       | RUS Elena Remizova / Natalia Yakimova (guia)   |
| Prata  | RUS Lyudmyla Pavlenko | UKR Iuliia Batenkova    | RUS Mikhalina Lysova / Alexey Ivanov (guia)    |
| Bronze | USA Oksana Masters    | UKR Oleksandra Kononova | RUS Iuliia Budaleeva / Tatiana Maltseva (guia) |

## Resultados

### Atletas sentados
| Pos.              | Bib | Atleta                   | Tempo real | Tempo calculado | Diferença |
| ----------------- | --- | ------------------------ | ---------- | --------------- | --------- |
| Medalha de ouro   | 152 | GER Andrea Eskau         | 17:10.4    | 16:08.6         | —         |
| Medalha de prata  | 149 | UKR Lyudmyla Pavlenko    | 17:30.0    | 16:27.0         | +18.4     |
| Medalha de bronze | 143 | USA Oksana Masters       | 17:04.8    | 17:04.8         | +56.2     |
| 4                 | 150 | RUS Marta Zaynullina     | 17:21.6    | 17:21.6         | +1:13.0   |
| 5                 | 148 | RUS Svetlana Konovalova  | 17:23.4    | 17:23.4         | +1:14.8   |
| 6                 | 142 | BLR Liudmila Vauchok     | 18:32.4    | 17:25.7         | +1:17.1   |
| 7                 | 141 | USA Tatyana McFadden     | 18:34.7    | 17:27.8         | +1:19.2   |
| 8                 | 146 | RUS Maria Iovleva        | 17:36.8    | 17:36.8         | +1:28.2   |
| 9                 | 147 | GER Anja Wicker          | 19:36.7    | 17:39.0         | +1:30.4   |
| 10                | 151 | ITA Francesca Porcellato | 20:42.1    | 17:48.2         | +1:39.6   |
| 11                | 140 | BLR Valiantsina Shyts    | 19:53.7    | 17:54.3         | +1:45.7   |
| 12                | 138 | NOR Birgit Skarstein     | 19:11.7    | 18:02.6         | +1:54.0   |
| 13                | 144 | CAN Colette Bourgonje    | 21:10.9    | 18:13.0         | +2:04.4   |
| 14                | 145 | UKR Olena Iurkovska      | 18:23.8    | 18:23.8         | +2:15.2   |
| 15                | 153 | NOR Mariann Marthinsen   | 18:39.0    | 18:39.0         | +2:30.4   |
| 16                | 136 | USA Monica Bascio        | 20:02.5    | 18:50.4         | +2:41.8   |
| 17                | 137 | BLR Lidziya Hrafeyeva    | 19:13.0    | 19:13.0         | +3:04.4   |
| 18                | 139 | RUS Akzhana Abdikarimova | 21:42.4    | 19:32.2         | +3:23.6   |
| 19                | 135 | USA Beth Requist         | 21:35.1    | 20:17.4         | +4:08.8   |
| 20                | 134 | KOR Seo Vo-Ra-Mi         | 24:36.9    | 22:09.2         | +6:00.6   |
| 21                | 133 | JPN Mayuko Eno           | 24:17.3    | 23:33.6         | +7:25.0   |
| 22                | 132 | FIN Sini Pyy             | 25:05.4    | 23:35.1         | +7:26.5   |
| 23                | 131 | KAZ Zhanyl Baltabayeva   | 26:11.5    | 26:11.5         | +10:02.9  |

### Atletas em pé
| Pos.              | Bib | Atleta                  | Tempo real | Tempo calculado | Diferença |
| ----------------- | --- | ----------------------- | ---------- | --------------- | --------- |
| Medalha de ouro   | 175 | RUS Anna Milenina       | 13:57.0    | 13:31.9         | —         |
| Medalha de prata  | 176 | UKR Iuliia Batenkova    | 14:18.8    | 13:44.4         | +12.5     |
| Medalha de bronze | 177 | UKR Oleksandra Kononova | 14:12.5    | 13:46.9         | +15.0     |
| 4                 | 178 | RUS Alena Kaufman       | 14:16.7    | 13:51.0         | +19.1     |
| 5                 | 167 | UKR Liudmyla Liashenko  | 14:29.0    | 14:02.9         | +31.0     |
| 6                 | 168 | JPN Momoko Dekijima     | 15:04.7    | 14:28.5         | +56.6     |
| 7                 | 172 | RUS Natalia Bratiuk     | 15:00.6    | 14:33.6         | +1:01.7   |
| 8                 | 170 | FIN Maija Jarvela       | 15:11.1    | 14:43.8         | +1:11.9   |
| 9                 | 166 | JPN Yurika Abe          | 15:38.1    | 15:00.6         | +1:28.7   |
| 10                | 174 | JPN Shoko Ota           | 15:31.9    | 15:03.9         | +1:32.0   |
| 11                | 169 | UKR Iryna Bui           | 16:02.2    | 15:33.3         | +2:01.4   |
| 12                | 164 | CAN Brittany Hudak      | 16:03.9    | 15:35.0         | +2:03.1   |
| 13                | 165 | NOR Anne Karen Olsen    | 16:25.9    | 15:46.5         | +2:14.6   |
| 14                | 171 | BLR Larysa Varona       | 16:32.2    | 16:02.4         | 2:30.5    |
| 15                | 173 | SWE Helene Ripa         | 17:50.1    | 16:24.5         | +2:52.6   |
| 16                | 163 | CAN Caroline Bisson     | 17:37.5    | 16:55.2         | +3:23.3   |
| 17                | 162 | NOR Marie Karlsen       | 22:32.1    | 20:16.9         | +6:45.0   |
| 18                | 161 | KAZ Yelena Mazurenko    | 30:09.8    | 28:57.4         | +15:25.5  |

### Deficientes visuais
| Pos.              | Bib | Atleta                                        | País             | Tempo real | Tempo calculado | Diferença |
| ----------------- | --- | --------------------------------------------- | ---------------- | ---------- | --------------- | --------- |
| Medalha de ouro   | 199 | Elena Remizova Guia: Natalia Yakimova         | RUS Rússia       | 13:40.2    | 13:23.8         | —         |
| Medalha de prata  | 198 | Mikhalina Lysova Guia: Alexey Ivanov          | RUS Rússia       | 13:44.2    | 13:27.7         | +3.9      |
| Medalha de bronze | 197 | Iuliia Budaleeva Guia: Tatiana Maltseva       | RUS Rússia       | 13:45.1    | 13:28.6         | +4.8      |
| 4                 | 195 | Oksana Shyshkova Guia: Lada Nesterenko        | UKR Ucrânia      | 14:00.3    | 13:43.5         | +19.7     |
| 5                 | 193 | Yadviha Skorabahataya Guia: Iryna Nafranovich | BLR Bielorrússia | 14:57.6    | 14:39.6         | +1:15.8   |
| 6                 | 194 | Vivian Hoesch Guia: Norman Schlee             | GER Alemanha     | 17:11.4    | 14:57.3         | +1:33.5   |
| 7                 | 196 | Robbi Weldon Guia: Phil Wood                  | CAN Canadá       | 15:42.3    | 15:23.5         | +1:59.7   |
| 8                 | 191 | Margarita Gorbounova Guia: Andrea Bundon      | CAN Canadá       | 15:42.2    | 15:42.2         | +2:18.4   |
| 9                 | 192 | Olga Prylutska Guia: Volodymyr Mogylnyi       | UKR Ucrânia      | 16:22.5    | 16:22.5         | +2:58.7   |

Legenda
| Recorde mundial      | Recorde mundial (World record)               |                       | Recorde africano                      | Recorde africano (African) |                                           | Q | Classificado por posição (Qualified) |
| Recorde olímpico     | Recorde olímpico (Olympic record)            | Recorde da América    | Recorde da América (Americas)         | q                          | Classificado por melhor tempo (Qualified) |   |                                      |
| Melhor marca do ano  | Melhor marca do ano (World leading)          | Recorde asiático      | Recorde asiático (Asian)              | DNS                        | Não largou (Did not start)                |   |                                      |
| Recorde nacional     | Recorde nacional (National record)           | Recorde europeu       | Recorde europeu (European)            | DNF                        | Não terminou (Did not finish)             |   |                                      |
| Recorde pessoal      | Recorde pessoal do atleta (Personal best)    | Recorde da Oceania    | Recorde da Oceania (Oceania)          | DSQ / DQ                   | Desclassificado (Disqualified)            |   |                                      |
| Recorde da temporada | Recorde da temporada do atleta (Season best) | Recorde sul-americano | Recorde sul-americano (South America) | NM                         | Sem marca (No mark)                       |   |                                      |